# BestDoctor
«Лучи» (бывшая ГК BestDoctor) — онлайн-страховая компания. Разрабатывает медицинское страхование, страхование недвижимости, гражданских и финансовых рисков, домашних животных, страхование от несчастного случая, а также встроенное страхование для бизнеса. Основана в 2015 году, офис находится в Москве.
Занимает 2-е место по количеству пользователей среди медицинских иншуртех[неизвестный термин]-компаний в Европе. По итогам 2020 года заняла 2-е место среди крупнейших быстрорастущих MedTech-компаний России.

## История
Компания основана в 2015 году Марком Саневичем, Михаилом Беляндиновым и Филиппом Кузнецовым.
В 2016 году BestDoctor первой в России предложила модель ДМС self-funding корпоративным клиентам.
В 2016 году проект прошел программу акселерации в Фонде развития интернет-инициатив.
Также в 2016 году компания BestDoctor стала победителем конкурса для стартапов Karpov Venture Awards, посвященного памяти Сергея Карпова — бывшего управляющего партнера венчурного фонда AddVenture.
В 2017 году BestDoctor в рамках первого инвестиционного раунда привлекла 32 млн руб. от венчурного фонда AddVenture и группы частных инвесторов.
В 2018 году компания вошла в список лучших работодателей в ИТ по версии компании «Мой круг». Также BestDoctor вошла в рейтинг самых перспективных стартапов в России.
В мае 2019 года BestDoctor привлекла второй инвестиционный раунд на $3 млн от фондов Target Global, AddVenture, Ascent и группы бизнес-ангелов.
Во время пандемии коронавируса BestDoctor запустила бесплатную виртуальную клинику для тех, кто не может попасть на плановый прием к врачу из-за карантина, самоизоляции или перегруженности медицинских служб. Виртуальная клиника как социальный проект функционировала чуть меньше года, за это время ей воспользовались около 12 тыс. человек, при этом около 5 тыс. прошли COVID-курацию. Через некоторое время виртуальная клиника стала отдельным сервисом для клиентов компании.
В 2020 году BestDoctor запустила продажи медицинских продуктов через банки, страховые компании и других игроков рынка e-commerce. Первыми партнерами стали СКБ и Газэнергобанк, МВидео, Домопульт.
В июле 2020 года BestDoctor объявила о закрытии третьего инвестиционного раунда на сумму $4,5 млн от фондов Target Global, AddVenture и LVL1.
Летом 2021 года стартап получил 26 млн от международного фонда Winter Capital Partners (крупнейший инвестор — «Интеррос»), шведского фонда VNV Global и австрийской страховой компании Uniqa. По итогам раунда оценка компании составила $90 млн.

## Деятельность
Компания создает мультисервисный ДМС с мобильным приложением для компаний и людей. В отделе поддержки работают квалифицированные врачи, которые отвечают на вопросы пользователей и здоровье и проводят онлайн-консультации.
Также компания развивает практику чекапов и поддерживает принципы «4П-медицины».
Основным продуктом BestDoctor является корпоративное ДМС двух моделей финансирования:
1. Классическое ДМС — покрытие рисков с фиксированной стоимостью полиса.
2. ДМС с оплатой по факту (модель self-funding) — работодатели оплачивают только те медицинские услуги, которыми воспользовались сотрудники.

По итогам 2020 года выручка компании составила 1,7 млрд.руб. Летом 2021 года у  BestDoctor было более 140 клиентов, с компанией сотрудничало около 15 тыс. клиник из различных регионов России. Клиентами BestDoctor (на октябрь 2021 года) являются компании VK, AliExpress, МегаФон, ivi, РБК, Самокат, АФК Система, МТС Банк и другие.

### Слияния и поглощения
В начале 2022 года компания BestDoctor приобрела страховую компанию «Резерв». Её планируется переименовать в «Бестиншур», возглавил новую компанию Денис Гаврилов, отвечавший ранее за развитие бизнеса со страховщиками в компании «Крок».